# Адалберт II фон Калв
Адалберт II фон Калв (на немски: Adalbert II von Calw; * ок. 1030; † 22 септември 1099 в Хирзау) е от 1075 г. граф на Калв. Той е племенник на папа Лъв IX.

## Биография
Той е син на граф Адалберт I († 1046/49), граф в Уфгау, и съпругата му Аделхайд фон Егисхайм († ок. 1037), дъщеря на граф Хуго IV фон Егисхайм и Нордгау († 1048/1049) и Хайлвиг фон Дагсбург († 1046/1049). Майка му е сестра на папа Лъв IX.
Адалберт II мести резиденцията си от Зинделфинген в Калв и построява ок. 1050 г. замък Калв. През 1094/95 г. той се оттегля в манастир Хирзау. По настояване на папа Лъв IX от 1049 г. той новоосновава след 1059 г. бенедиктинския манастир Хирзау (днес част от град Калв).
Умира на 22 септември 1099 г. като монах в манастир Хирзау и е погребан там.

## Фамилия
Адалберт II фон Калв се жени за Вилтруда от Лотарингия (* ок. 1043; † 1093), дъщеря на херцог Готфрид III Брадатия († 1069) и първата му съпруга Уда (Дода) (* 1052). Те имат децата: Те имат децата:
- Бруно фон Калв († сл. 1099), геген-епископ на Мец (1088 – 1089)
- Готфрид I († 1131), граф на Калв, 1113/26 пфалцграф при Рейн, женен за Луитгард фон Церинген, дъщеря на херцог Бертхолд II фон Церинген
- Адалберт III (+ 1094), женен за Кунигунда фон Вирспах, баща на Адалберт IV фон Калв († сл. 1145)
- Ирменгард, омъжена за граф Рудолф I фон Брегенц († 1160)
- Ута († 1075), омъжена за Зигехард фон Волфсьолден († 1110/1120)